# Salta katten

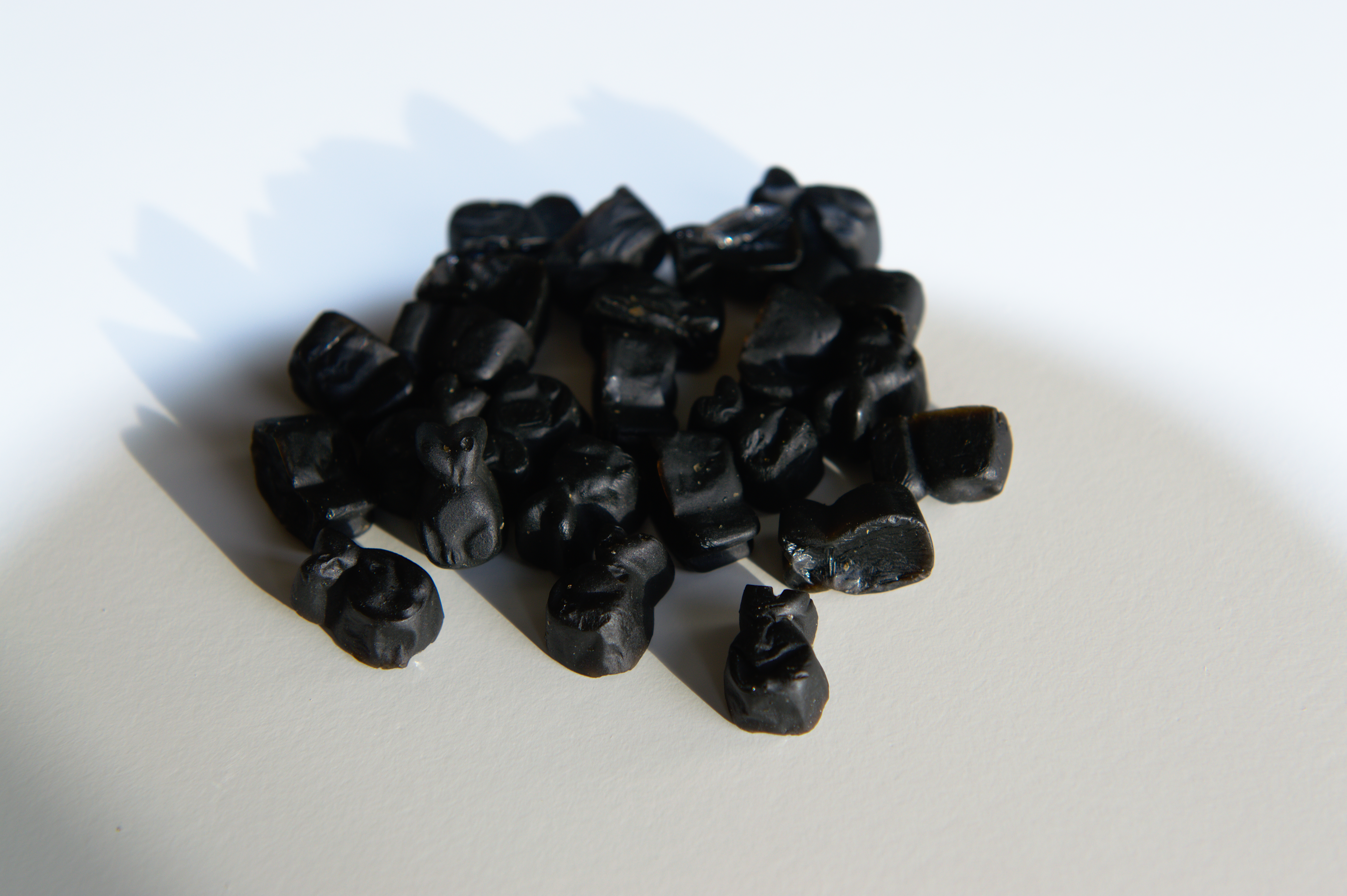
Salta katten lakritsgodis.

Salta katten är en godissort med lakrits-/salmiaksmak som tillverkas av företaget Fazer. 
Godissorten lanserades först 1962 av Mazetti AB i Malmö. Den fick då namnet Salta katten eftersom "den har formen av en liten rolig katt", som det uttrycktes i Mazettis säljartidning Ett ögonblick. Året efter lanserade Mazetti även en tablettask med gröna och röda katter med fruktsmak. 
Senare ändrades namnet till Salta lakritsfigurer. När Mazetti AB köptes upp av Fazer år 1975 fortsatte Fazer att tillverka tablettasken. Fazer återgick efter en tid till godisets ursprungliga namn. 
Salta katten är en svart, kattformad geletablett med salmiaklakritssmak. Under en tid fanns även produkterna Söta katten, Nattkatten och Vinterkatten i sortimentet. Dessa godissorter såldes i påsar och innehöll olika sorter av mjuk saltlakrits i kombination med fruktsmakande gelé. Det fanns även en variant på den ursprungliga produkten, med samma namn, som såldes i påsar. 
Tablettasken har en gul basfärg med en svart katt på framsidan. Katten har gröna ögon och en rosa rosett runt halsen. Godispåsarna har haft olika utseenden med katten förekommande i nedre hörnet.
Enligt Fazer säljs varje år 1,1 miljoner tablettaskar och 80 % av tillfrågade svenskar känner till varumärket "Salta katten". Tablettasken har bytt utseende två gånger, senast år 2006.

## Bildgalleri

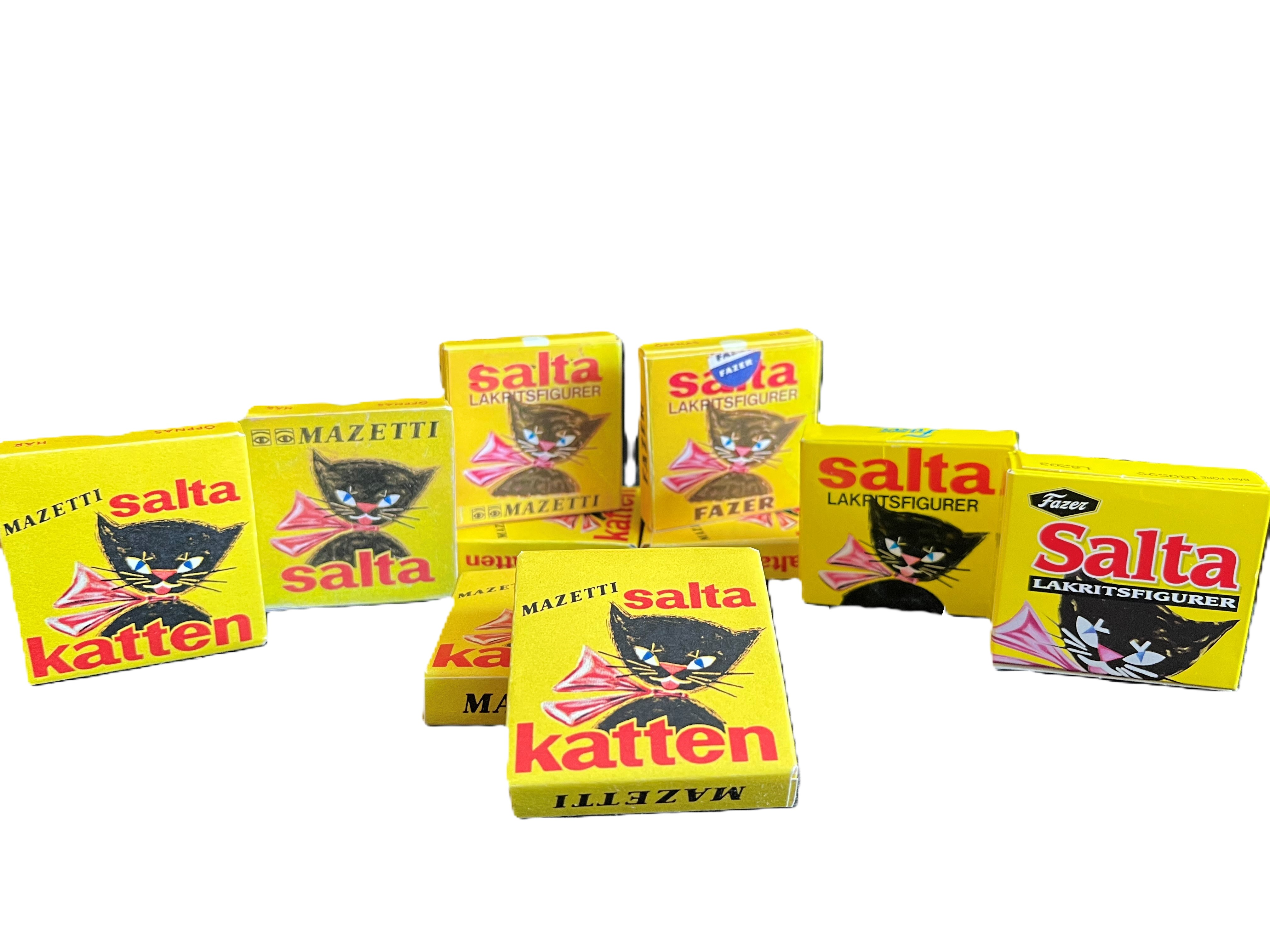
Olika varianter av tablettasken Salta katten, från Mazetti och Fazer. Originalet från 1962 syns i mitten och längst till vänster. Askarna är ordnade från de äldsta t.v. och den yngsta längst fram t.h.
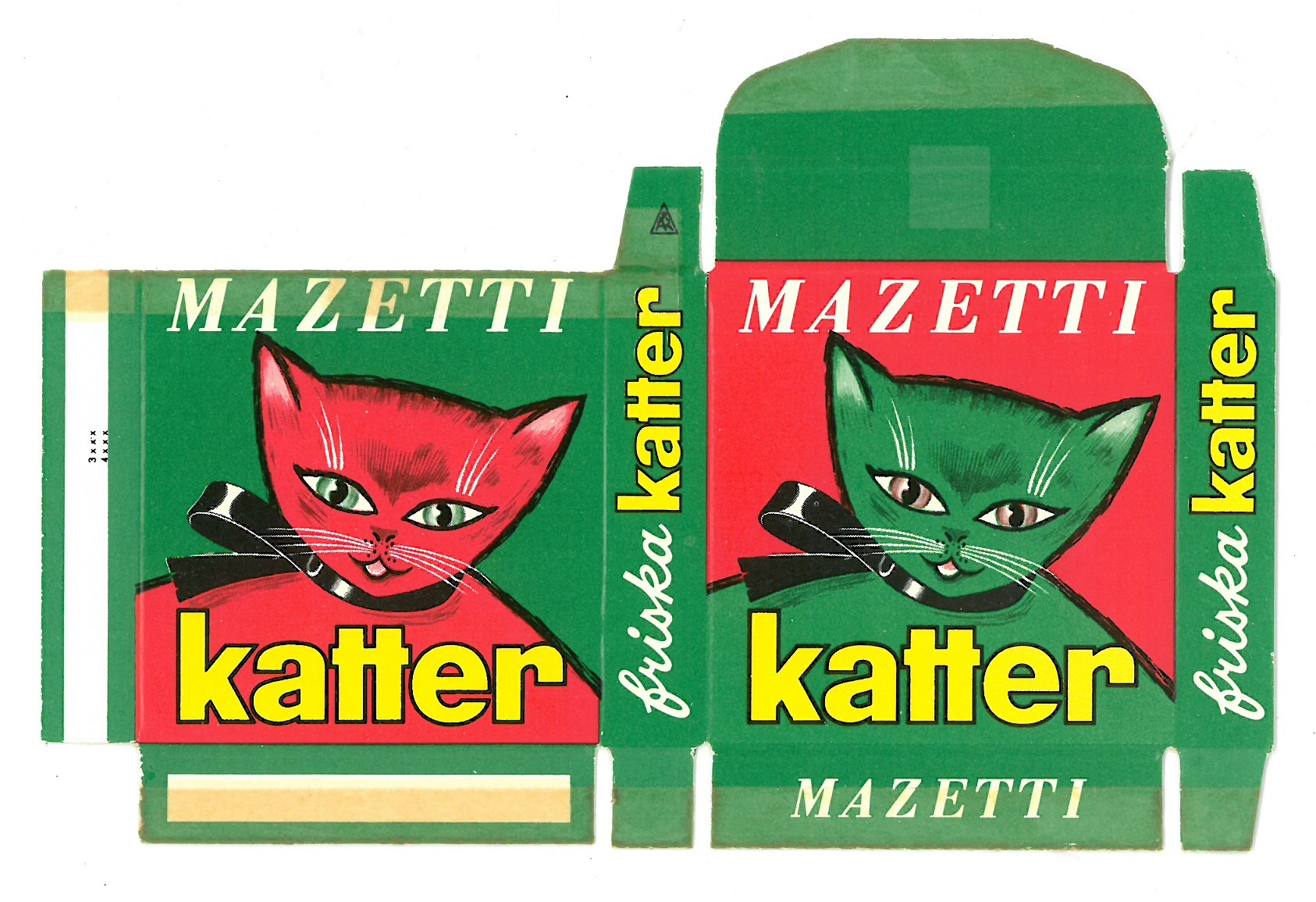
Förpackningen till den kortlivade varianten Friska katter, ur Mazettis arkiv på Malmö stadsarkiv.
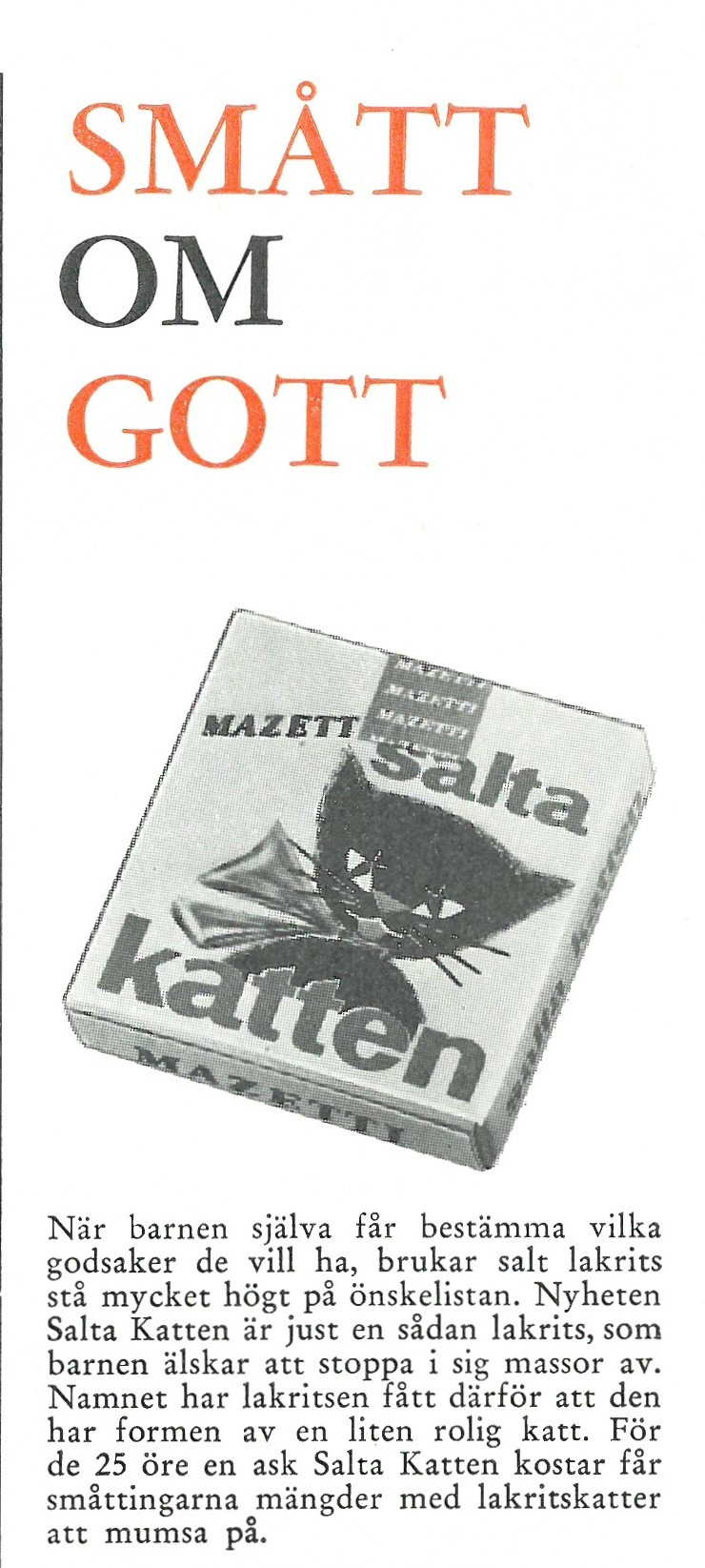
När Salta katten lanserades 1962 presenterades tablettasken så här i Mazettis säljtidning Ett Ögonblick, februari 1962.